# 金
金（きん、英: gold、羅: aurum）は、原子番号79の元素。元素記号はAu。第11族元素に属する金属元素。常温常圧下の単体では人類が古くから知る固体金属である。和語ではこがね、くがねといい、おうごんとも（黄金）。
見かけは光沢のあるオレンジがかった黄色すなわち金色に輝く。金属としては重く、軟らかく、可鍛性がある。展性と延性に富み、非常に薄く延ばしたり、広げたりすることができる。金属のなかで3番目に電気を通しやすい。同族の銅と銀が比較的反応性に富むこととは対照的に、標準酸化還元電位に基くイオン化傾向は全金属中で最小であり、反応性が低い。金を溶解する水溶液としては、王水（塩化ニトロシル）、セレン酸（熱濃セレン酸）、ヨードチンキ、酸素存在下でのシアン化物の水溶液がある。
宇宙ではキロノヴァ（中性子星合体）などで生み出される。宇宙で生み出された金は隕石として降り注ぎ地球で採掘される金となった。熱水鉱床として鉱床が生成され、そのまま採掘されるか、風化の結果として生まれた金塊や沖積鉱床（砂金）として採集される。金鉱脈の生成としては、マントルの上昇時に金の濃縮が起こるという説もある。
これらの性質から、金は多くの時代と地域で貴金属として価値を認められてきた。化合物ではなく単体で産出されるため精錬の必要がなく、装飾品として人類に利用された最古の金属で、美術工芸品にも多く用いられた。銀や銅と共に交換・貨幣用金属の一つであり、現代に至るまで蓄財や投資の対象となったり、金貨として加工・使用されたりしている。ISO通貨コードでは XAU と表す。また、医療やエレクトロニクスなどの分野で利用されている。

## 名称
元素記号Auは、ラテン語で金を意味する aurum に由来する。大和言葉で「こがね/くがね（黄金: 黄色い金属）」とも呼ばれる。
日本語では、金を「かね」と読めば通貨・貨幣・金銭と同義（すなわちお金）である。金属としての金は「黄金」（おうごん）とも呼ばれ、「黄金時代」は物事の全盛期の比喩表現として使われる。「金属」や「金物」（かなもの）といった単語に金の字が含まれるように、古くから金属全体を代表する物質として見られた。

## 性質
原子番号は79であり、貴金属としては最も大きい。
金は単体では金色と呼ばれる光沢のあるオレンジがかった黄色の金属であるが、非常に細かい粒子状（金コロイド）にすると黒やルビー色に見える場合があり、時には紫色になる。これらの色は金のプラズモン周波数によるもので、主に黄色と赤色を反射して、青色を吸収する。このため、薄い金箔を光にかざすと、反射と吸収の谷間にあたる緑色に見える。化合率が低めだが、合金が多く、頻繁に色が変わってしまう。

### 展延性
展性・延性に優れ、最も薄く延ばすことができる金属である。1グラムあれば数平方メートルまで広げることができ、長さでは約3000メートルまで延ばすことができる。平面状に延ばしたものを「金箔」（きんぱく）、金箔を和紙に貼って細く切るなど糸状に装飾しやすくしたものを「金糸」（きんし）と呼ぶ。華美な衣装を作るために、金糸は綿や絹など一般的な繊維素材と併用される。逆に大きな展延性が精密加工時や加工後の製品では、耐久性が悪いという弱点にもなる。かつてよく行われていた金メダルを噛むという行為は、歯型が付くほどの展延性を持つ金であることを確かめる行為だったことに由来する（現代の金メダルは純金ではないので歯型は付かない）。

### 合金
金は柔らかく、宝飾品などの工業製品とするには加工がしにくいため、合金にする。合金にすれば硬度を上げることができ、イエローゴールドやピンクゴールドなどといった、変化に富んだ色調を生み出すことができる。
ちなみに、合金を作る際に混ぜる金属は、割り金と呼ばれ、例えば銅を混ぜると赤っぽくなるほか、鉄は緑、アルミニウムは紫になる。他にも、ガリウムやインジウムは青、パラジウムやニッケルは白、ビスマスと銀が混ざった物では黒味を帯びた色調になるなど、色の変化に富む。
自然に存在する金には通常、10%程度の銀が含まれており、銀の含有率が20%を超える物はエレクトラム、青金または琥珀金と呼ばれる。さらに銀の量を増やしていくと、色は次第に銀白色になり、比重はそれにつれて下がる。
なお、金合金における金の含有率を品位といい、千分率もしくはカラット（K）で表される。

### 熱伝導、電気伝導、反応性
金は熱伝導、電気伝導ともに優れた性質を持ち、空気では浸食されない。熱、湿気、酸素、その他ほとんどの化学的腐食（通常の酸やアルカリ）に対して非常に強い。そのため、貨幣の材料や装飾品として古くから用いられてきた。
一方、金はある特殊な条件下で化合物を生成する。
ハロゲン
塩素を発生する王水やヨウ素を含むヨードチンキは金を溶かすことができる。
{\displaystyle {\ce {Au + HNO3 + 4 HCl -> H[AuCl4] + NO + 2 H2O}}}
セレン酸
強力な酸化作用を有する熱濃セレン酸にも溶解する。さらに酸素の存在下でシアン化物の水溶液に錯体を形成して溶解する。この反応は金鉱石から金を抽出するために応用されている。
{\displaystyle {\ce {4 Au + 8 NaCN + O2 + 2 H2O -> 4 Na[Au(CN)2] + 4 NaOH}}}

### 金化合物の性質
化合物中での金の安定な原子価は+1, +3であり、化合物あるいは水溶液中において Au3+ など単純な水和イオンは安定でなく、{\displaystyle {\ce {[Au(CN)2]^-}}} および {\displaystyle {\ce {[AuCl4]^-}}} など主に錯体として存在する。AuCl など1価の金化合物はシアノ錯体を除いて一般的に水溶液中で不安定であり、不均化しやすい。
{\displaystyle {\ce {3 AuCl + H2O -> H[Au(OH)Cl3] + 2Au}}}
金化合物は一般的に熱力学的に不安定であり、光の作用により分解し、単体の金を遊離しやすい。合金中において金はイオン化したとしても直ちに他の金属によって還元され、添加された金属は酸化される。このことも「金は安定的」と言われる所以になっている。

## 利用の歴史

錬金術記号で金を表す記号

金は、美しい光沢を含めて有用な性質を多く持つ。また精錬の必要がない単体の金そのままで自然界に存在しているため、精錬が必要な鉄などよりも早く人類が利用していた金属とされる。しかし産出は非常に限られていたため、有史以前から貴重な金属、貴金属として知られていた。また、そのままでは金として利用できない金鉱石であっても、アマルガム法や灰吹法などの冶金法によって取り出すことができた。
長い年月を経ても変化しない金の性質は神秘性を産み、不老不死との関連としても研究された。占星術においては、中心に点が描かれた円の記号は太陽を表すと同時に金も表し、これは古代エジプトのヒエログリフにも見られる。このように、金は歴史とともに利用価値の高さゆえの豊かさと富の象徴であり、金そのものや鉱山（金鉱や金山）の所有、採掘の権利などを巡る争奪・紛争が、個人間から国家間の規模に至るまでしばしば引き起こされた。

### 紀元前
金は、紀元前3000年代に使われ始めた。最古の金属貨幣は紀元前7 - 6世紀（紀元前670年ごろ）にリディアでアリュアッテス2世王により造られたエレクトロン貨で、天然の金銀合金に動物や人物を打刻している。金は中国で商時代に已に装飾品として使われ、春秋戦国時代には貨幣や象嵌材料として使用された。
古代エジプトのヒエログリフでは、紀元前2600年ごろから金についての記述が見られる。ミタンニの王トゥシュラッタが、通常は粒として請求をしている。エジプトとヌビアは、史上でも有数の金産出地域である。『旧約聖書』でも、金について多く触れられている。黒海の南西部は、金の産出地として名高い。金を利用した物としては、ミダスの時代にまで遡ると言われている。この金は、前述のリディアでの世界で初めての貨幣成立（エレクトロン貨）に大きく影響をおよぼしたと言われている。

### 日本
日本での古代の金製品は福岡県志賀島にて発見された漢委奴国王印などがある。古墳時代には奈良県東大寺山古墳出土の「中平」銘鉄剣や埼玉県稲荷山古墳出土の「辛亥」銘鉄剣など、鉄地に線を彫って金線を埋め込んだ金象嵌があった。
奈良時代までの日本は金を産出せず、供給は朝鮮半島の新羅や高句麗からの輸入に頼っていたことから、東大寺盧舎那仏像の建立に合わせ、鍍金のために全国で探索が行われていた。天平21年（749年）に涌谷で金が採掘され陸奥国守の百済王敬福が鍍金料として金900両（約13kg）を献上すると、聖武天皇は神仏の奇跡であるとして天平から天平感宝へ改元した。これ以降は状況が一変し、8世紀後半からは逆に渤海、新羅などへ輸出され、遣唐使の滞在費用として砂金が持ち込まれることで、後の「黄金の国」のイメージの原型が形作られた。
平安時代後期には金の産地となっていた奥州を掌握した奥州藤原氏によって、産金による経済力を背景に、平泉が平安京に次ぐ日本第二の都市にまで発展した。砂金は平安京や北宋・沿海州などとの貿易に使用された。奥州産の金をふんだんに使用した中尊寺金色堂は、マルコ・ポーロが『東方見聞録』で 紹介した黄金の国ジパングのモデルになったともされる。
豊臣政権や江戸幕府は金山への支配を強め、金を含有した大判や小判を発行した。
（関連：金相場会所、御定相場）
1937年（昭和12年）日中戦争が始まると戦時経済体制の強化が進められる中で、国民の金献納運動が行われた。さらに同年12月には九金（金の品位1000分中376）以上の大部分の金製品は原則製造禁止に、さらに翌1938年（昭和13年）8月20日からは対象を品位を問わず全ての金製品に拡大。金製品を製造する場合には大蔵大臣の許可が要することとされた。

### 世界
コロンブスのアメリカ州到達以来、探検家や征服者（コンキスタドール）によって行われたアメリカ原住民（インカ帝国など）からの金の強奪は膨大な量に上った。特に中央アメリカや南米大陸のペルー、コロンビアを原産とする物が多い。それらは金と銅の合金で作られており、スペイン人たちはTumbagaと呼んでいた。金への欲望を募らせたヨーロッパ人は、金鉱あるいは採掘済みの金があると信じたエル・ドラード（黄金郷）を探し求めて南米奥地に分け入ったが、現在に至るまで該当する土地は見つかっていない。
大航海時代以降には、日本近くにあると信じられた金銀島も探索の対象となった。
1848年、アメリカ合衆国では、ゴールドラッシュと呼ばれる、金採掘を目的としたカリフォルニア州への大規模移民が起きた。同様の現象は、現在までにアメリカ国外を含めてしばしば発生している。
1899年から1901年まで南アフリカで起きたボーア戦争は、イギリスとボーアの鉱山労働者の権利や金の所有権に関する争いである。

### 資産価値と金本位制

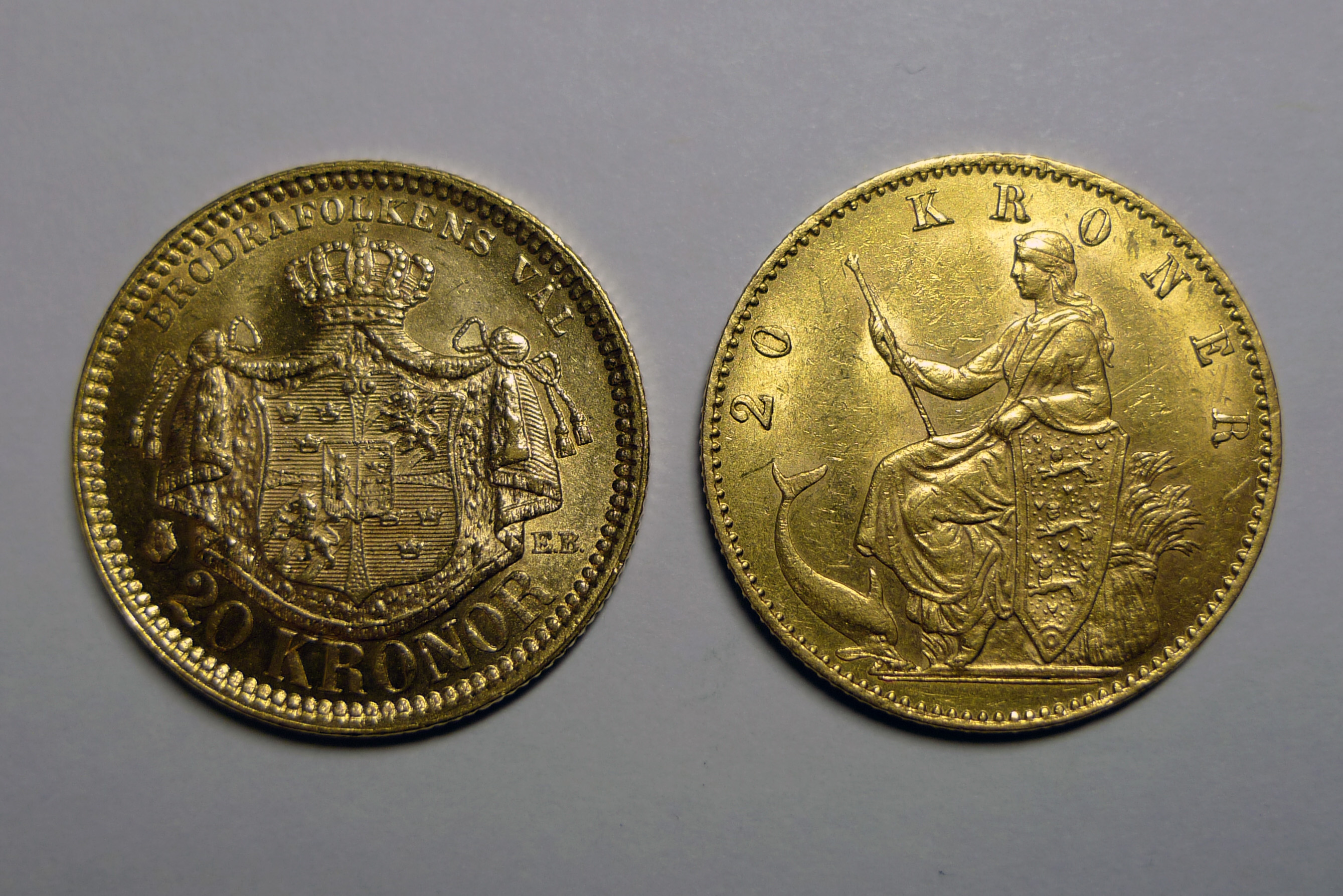
金本位制に基づくスカンジナビア通貨同盟圏で使用された金硬貨。左側のコインはスウェーデン、右側のコインはデンマークのもの。

歴史上の評価を総括するならば、金は最も価値のある金属と考えられてきた。また純粋、価値、特権階級の象徴としてもとらえられてきた。これは、金が他の金属と比較して年代を経ても基本的な性質を損なわず、価値を保存する性質に優れていたことが大きな理由である。したがって、その後発展した多くの通貨制度においても、金は最も上位に位置する基準とされてきた（金本位制）。
ほとんどの国が管理通貨制度に移行した現代でも、多くの中央銀行や政府が、財務的な信用力を確保するため資産の一部を地金として保有している。
また金の先物取引などは、個人からヘッジファンドなどのトレーダーに至るまで投資の一手段とされている。さらに資産の一部を金地金や金貨、金装飾品で保有する個人もいる。
2004年11月、ロンドン金価格に連動するETF（上場投資信託）が誕生し、一般投資家が金地金の現物を購入・保管する手間やコストなく投資可能となったことで需要が増大した。
金は「安全資産」と看做されており、世界経済や国際情勢への不安感が増したり、金利が低下して、金利を生まない金を保有するデメリットが薄れたりすると金価格は上昇する傾向がある。金の国際相場最高値は、2011年に1トロイオンス1900ドルを超え、2020年に新型コロナウイルス感染症の影響で2000ドルを突破。日本国内では新型コロナウイルス感染症の影響で2020年4月13日、1グラム6513円と従来の最高値（消費税導入前の1980年1月に付けた6495円）を超えた。      
金の採掘は比較的容易であり、1910年からこれまでに、究極可採埋蔵量のうち75%ほどの金が産出されてきたと考えられている。地質学的に、地球上にある採掘可能な金の埋蔵量は、一辺が20 mの立方体に収まる程度と考えられている。

### 金と錬金術・科学
こうして金が財力として価値が見いだされると、新たに金を採掘するよりも容易に金が得られる技術の開発が試みられた。金そのものの性質を調べることに加え、それまでの冶金術を元に、身近な金属や物質から金を作り出す研究が盛んに行われ、これは錬金術として確立した。占星術からの引用で太陽を表す記号で金も表し、金を生み出すことができるとされた物質には賢者の石の名を与えた。錬金術師達により賢者の石を作ることに多くの努力がなされ、その試みの全ては失敗に終わったが、得られた多くの成果はその後の化学や物理学の基礎となった。
現代では原子核物理学と宇宙物理学の発展により、鉄（原子番号26）より重い元素核種は、中性子捕獲とベータ崩壊によって作られることがわかっている。この過程を解明するための再現実験で、金よりも原子番号が一つ大きい水銀（原子番号80）の安定核種に中性子線を照射すると放射性同位体が生成され、これがベータ崩壊することで金の同位体が得られる。ただし、これらは安定核種ではない（放射能を持つ）上に、実用に耐えうる十分な量の金を求めるのなら長い年月と膨大なエネルギーが必要であり、得られる金の時価と比べると現実的でない。

## 自然界での金の生成
金を含むあらゆる元素は、宇宙の進化とともに生成されてきた。特に鉄よりも重い金のような元素は、星の爆発などの凄まじい天文現象で生成された。
宇宙で金を含むこのような重元素が作られるプロセスは、これまで漸近巨星分枝と呼ばれる赤色巨星内で合成される過程（s過程）と、そのような巨大な恒星が寿命を終え超新星爆発を起こす過程（r過程）の両方で合成されると考えられていた。しかし、これらの過程では、前者は中性子束が低いため反応断面積が小さくて重元素は生成できず、後者は爆発の際に発生したニュートリノが中性子を陽子に変えてしまうため、やはり重元素は生成しにくいことがわかってきた。最新の研究では、強い重力によって中性子の密度が非常に高くなった中性子星が合体する過程で、白金や希土類（レアアース）といった元素とともに金も大量に合成される可能性が高いことが判明した。
そうして生成された金同位体（崩壊の結果金となったものも含む）中の放射性同位体が長い年月を経て崩壊し尽くし、安定同位体197Auだけが残った。

## 用途
金は前述のような耐食性、導電性、低い電気抵抗などの優れた特性を持つため、20世紀になってからは工業金属として様々な分野で使用されているが金単体では金属加工用途としては軟らかすぎるため、通常は銅や銀、その他の金属と鍛錬されて、合金として用いられる。
金とその他の金属の合金は、その見栄えの良さや化学的特性を利用して指輪などの装飾品として、また美術工芸品や宗教用具（仏像や神像など）の材料として利用されてきた。さらに貨幣、または貨幣的物品を代替する品物として用いられてきた。
金は古くから利用されていた金属であるが、構造材としては強度が小さく重いことや、そもそも高価なことから武具の材料としては使われなかったが、装飾としては多く利用された。

### 工業用品としての利用

#### 工学
- 電気伝導体としての利用

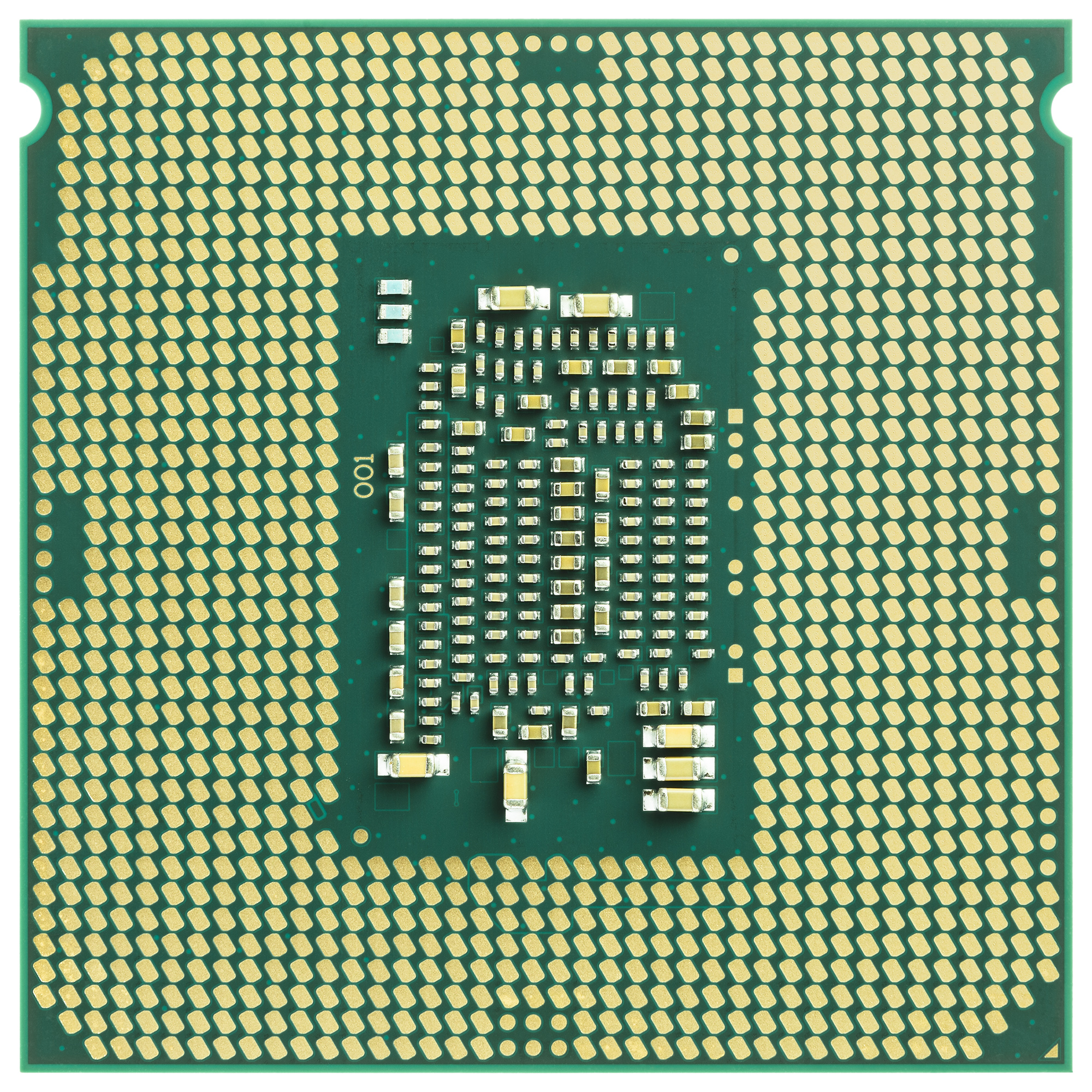
性能向上のために金メッキが施されたCPUの接点

  - 電気抵抗が小さく、延性が高いためコンピュータ (CPU) などの回路、電子部品のワイヤ・ボンディングなどに用いられる。ただし最近は、より安く導電率が同等の銅が台頭している。
  - 高い導電性と酸化に対する耐性から、コネクタなど配線材のメッキ材として昔から広く利用されている。また、近年では、携帯電話などをはじめとする廃棄された電子機器を溶解して、金やリチウムなどの貴金属や希少金属（レアメタル）を抽出する事業（いわゆる都市鉱山）も展開されている。
  - 酸化に対する耐性、はんだ濡れ性の良さ、および厚さのバラツキの少なさから、プリント基板のパッド表面処理に用いる。特に、端子数が多い表面実装部品では厚さのバラツキに起因するリフロー不良が少なくなる。一方、下地処理やはんだ付け処理を正確に行わないと機械的な強度が落ち、断線等の問題を起こしやすくなる。[14]
- 電磁波をよく反射するため、宇宙服のバイザー、人工衛星の保護材、航空機の電磁シールド[15]として使用される。
- 航空機の窓に防氷・防曇用ヒーターとして、極薄く引き伸ばした金が挟み込まれている。
- 高温になる内燃機関の熱から運転手を保護する目的で、F1マシンのシートやエンジン本体に、シート状の金を貼る。
- フルートをはじめとした管楽器などの材質（管やキィ部分）に用いられる。

#### 化学
- 触媒として広く利用されている。表面化学の研究の進展により主に単結晶表面での反応性が調べられ、極めて不活性であると考えられてきた。しかし、春田正毅らによって、金の粒子径（1 - 10 nmでの）制御により一酸化炭素を-78 °Cの低温下でも二酸化炭素に酸化できるという発見、および酸素水素混合ガスを酸化剤に用いてプロピレンを選択的にエポキシ化できるという発見がなされてから一転、金触媒ブームが巻き起こった[16]。また、金の様々な合金はこの分野で作られたのが初めである。
- 金化合物を酸化第1錫（SnO）とともに弱い酸化雰囲気下でガラスに溶融すると、ワインレッドに近い赤色を発色する。これを金赤と呼びガラスの着色技術として利用されている（クランベリーガラス）。
- 金コロイドは0.3μm 程度の粒径を持つ。非常に強烈な色素として多くの研究室で応用が研究されている。

#### 生物学・医学
- 走査型電子顕微鏡で用いる生物のコーティング材として用いられている。
- 鍼治療用として、金を含む材質の鍼が製造されている。一般的なステンレスの鍼に比べて高価なため、金の鍼を使うのが効果的とされる特異な症状に対して、コスト面で折り合いがつく場合に用いられる。
- 歯科の治療に用いる歯冠として古くから利用されている。金歯や金パラ(金銀パラジウム合金、銀歯の一つ)として使われていたが、現在はコバルト・クロム合金やセラミック材料などのより安い素材に置き換えらつつあり、金の使用は減少しつつある[17]。しかし、日本では金銀パラジウム合金が医療保険適用となっているため、日本での歯科用途での金の使用は減少していない[17]。
- 放射性同位体 198Au（半減期2.7日）はいくつかの癌の抑制治療に用いられている。
- 金シアン化合物が、結核菌の増殖を抑えることが1890年にロベルト・コッホにより見出され、金チオ硫酸ナトリウム、金メルカプトペンゾールなどが、結核の治療薬に用いられた。やがて、それまで結核の一症状と考えられていたリウマチが、別の病気であることが判明し、1960年ごろまでに主にヨーロッパで金チオマレイン酸、金チオグルコースなどが開発された。これらが自己免疫疾患を抑えるのに有効であると判明してからは、副作用を抑えたリウマチ性関節炎に有効な治療薬（ミオクリシン、オーラノフィン等）も開発され、日本では調剤報酬適用として薬価収載されている。金剤によるリウマチ治療は「クリソテラピー」と呼ばれる。
- 金を静脈中に投与すると、肝臓に選択的に分布することが知られており、同位体を用いた診断が行われていたことがあった。

### 通貨・投資対象としての利用

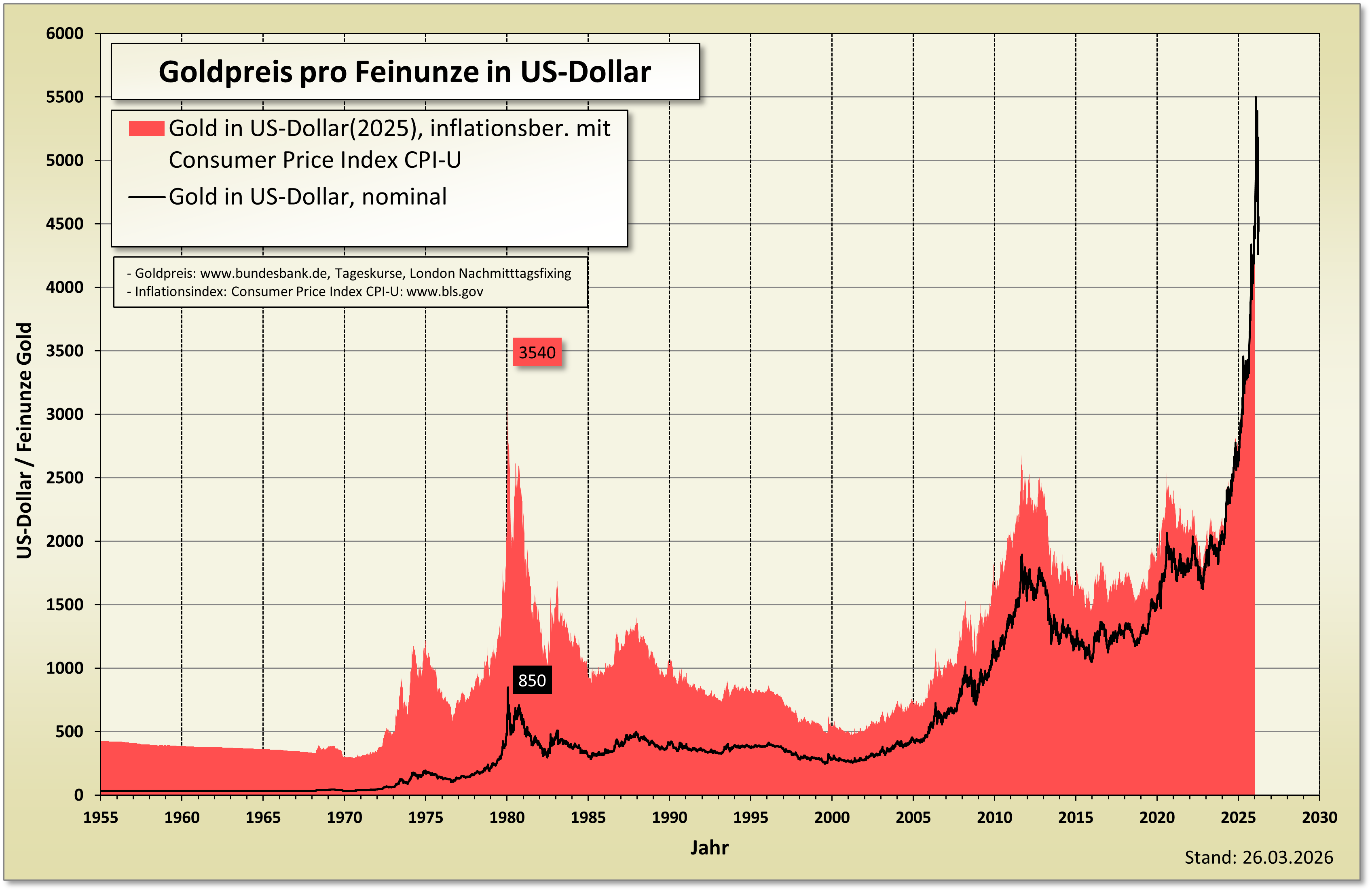
USドル表示の価格推移グラフ

通貨

かつては流通目的の金貨として利用されてきた。その場合は単体では軟らかすぎるため、銀や銅など他の金属と混ぜた合金として利用され、例えば江戸時代の日本では小判、一分判などの金貨が銀との合金で製造され流通していた。現在では流通目的の金貨を製造している国はなく、現在発行されている記念金貨や、投資目的の地金型金貨においては、純金製のものが一般的になっている。
資産

地金や装飾品として手元に保管のほか、金鉱山会社の株式、金を投資対象とする金融商品（金ETF、純金積立など）が取り扱われている。また、各国の中央銀行は、金準備として金塊を保有している。
明治時代になっても、金は銀行が発行する紙幣との交換（兌換）が可能で、その価値が保証されていた。1971年にアメリカが金本位制を廃止して以後、ほとんどの主要国で兌換は出来ない。キロバー（質量1キログラムの地金）の購入の場合は、地金商や鉱山会社などの貴金属専門業者等で購入するよりも商品取引員で購入するほうが、東京商品取引所の金先物市場の期近を活用しているため、東京商品取引所の受渡供用品であり、そして、受渡供用品の商号または商標の指定は出来ないが、中間マージンが低い分安いコストで購入できる。逆にキロバーを鋳造する地金商からの購入の場合は、自社で溶解し自社ブランドの刻印を刻んで販売するため、その分コストを上乗せされ販売されている。

### 芸術や装飾品としての用途
- キャスト、プレスを用いた量産タイプの指輪やブローチ、彫金による一品ものなどジュエリーとしての用途が多い。
- 金糸は、刺繍に用いられる。
- 装飾品や美術工芸品。建物など。純金製にすると高額なため、表面だけを金色に仕上げる金箔や金めっき、金を含む塗料[18]も使われる。

金は通常錆びることがなく、アクセサリーとして手入れしやすく、安心して身につけられることも人気の理由となっている。ただし、一部に金属アレルギーに関する懸念がある。
純金は軟らかく、そのままでは装飾品として機能しづらい。従ってほとんどの場合、別の金属（割り金）を添加した合金を用いて装飾品を作る（純度に関しては当該項目を参照）。国内の装飾品では K18 や K14 が一般的であるが、欧米ではK9やK8も市場に多い。
金を使った装飾品は、特にインドや中華人民共和国で需要が高い。また、日本製の金装飾品は品質が高く、アジアからの観光客に人気がある。現在は貴金属を使わないコスチュームジュエリーなどが伸びてきており、金装飾品の需要を減らしている。

### 食用としての利用
厚生労働省では既存添加物89番、E番号では着色料E175として分類される。インドなどでは、バーク(サンスクリット: वरक)と呼ばれ食されている。ヨーロッパでは16世紀から食されており、元々は薬用として摂取されていた。最も有名な例としては、1598年以前から生産されている金粉を添加した薬用酒「ゴールドワッサー」などがある。
- 金箔や金粉（＝金箔を細かくしたもの）は、味や栄養に影響しないが華やかに見えるという点から、飲料や料理の食材にあるいは酒に混ぜるなどして用いられる。
- かつては銅が体に良くないとの観点があり、食用途の金箔として銅は含まないものがある（銅抜き、あるいは、ひぬきと呼ばれる）。  ※プラチナ、金、銀、銅は、それぞれ添加物（着色料）として認可されている。
- 食器類に用いる場合は、見栄えを良くするのみならず、食品に金属の味をつけない利点がある。

## カラーゴールド

金－銀－銅三元合金の色相図

金合金は、割り金の銅、パラジウム等の配合によって様々な色調を示す。これらを総称してカラーゴールドと呼ぶ。
カラーゴールドの代表的なものをあげる。
イエローゴールド
K18 の場合、金750‰、残りを銀銅等量（125‰ずつ）のものをイエローゴールドと称している。しかし、銀4 - 6、銅6 - 4の比率の範囲も、イエローゴールドの範疇としている（ISO8654)。一般的に認知されている金色に近い。
グリーンゴールド
K18 の場合、金750‰で残りが銀の合金をグリーンゴールドと称している。日本語では青割り、または青金という。ブルーゴールドという呼称もよく利用される。ISO8654 の金の色と名称の範囲で、グリーンゴールドの成分比率と色名を定めている。
ピンクゴールド
K18 の金750‰、残りの割り金のうち80%が銅の合金を一般的に、ピンクゴールドと称している。パラジウムを加えることがある。万年筆の装飾などにおいて、他の色とは異なる高級感を演出する際に利用される。色合いは銀に近く、わずかに銅のような赤みを有する。
レッドゴールド
K18 の金750‰、残りの割り金が全て銅の合金。銅以外の金属を割金に使う場合もある。グリーンゴールド同様、ISO8654 で成分比率と色名を指定している。日本語では赤割り、または赤金と言う。
パープルゴールド（紫色金）
金とアルミニウムの合金。
ホワイトゴールド 白色金
ニッケル系とパラジウム系があり、金にそれぞれの元素と、前者は、さらに銅、亜鉛を、後者はさらに銀、銅を加えて、白色化した金合金をホワイトゴールドと称している。K18 の場合、ニッケル系、パラジウム系ともそれぞれ50‰以上を含まないと、白色度が不足する。一般社団法人日本ジュエリー協会は色差を用い、ホワイトゴールドの色の範囲を指定している。以前は白金の代用品として装飾品に用いられたが、現在はカラーゴールドの一種としての地位を得て、イエローゴールド以上に普及している。
このほか、黒味がかったブラック・ゴールドや、柔らかな金茶色のベージュ・ゴールドなどもある。

## 純度
合金の主成分の含有率を純度、または品位という。金の品位は、24分率で表される習慣がある。その場合、純金は24金、24カラット (米国:karat、英仏:carat)、あるいは、K24（この語順でも読みは 24 karat）、24K、24kt、24ctと表す。そして、金の含有率に従い数値を変える。例えば、18金は金の含有率が18/24、すなわち750‰であることを表し、装飾品に750と刻印される。なお、このカラットは宝石の重量を表すカラット (carat、1ct=0.2g) とは異なるものである。
カラット (Karat)
現在でも金の装飾品や万年筆のペン先の純度表示に使われている。
ちなみに金の純度を24分率で表す単位のことで、K24（24金）とは純度の24分の24を表す（純金）。K22（22金）なら24分の22 (91.67 %、ジュエリー用916‰)、K18（18金）なら24分の18 (75 %、ジュエリー用750‰)となる。
千分率（‰ パーミル)
ジュエリー用金合金は、次のように千分率で表すと決められている。また、この表示値は下限であり、実際の含有量が表示値未満では不可とされる。
多くの国は、ISOやCIBJOの定める品位区分に基づいた製品を作っているが、日本国内では市場に合わせて品位が開発されているので、下に明記された区分以外の品位も存在する。
ISO9202 JIS-H6309 の品位区分
916（K22に相当） 750（K18に相当） 585（K14に相当） 375（K9に相当）
CIBJO（国際貴金属宝飾品連盟）の品位区分
999 986 916 750 585 416 375 333
造幣局貴金属製品品位証明区分
999 916 750 585 416 375

純金の扱い
日本では、用途や需要者によって純金の定義が異なる。例えば、装飾品に用いる場合は、999（K24）の金製品にのみ純金の表示が付されている。他方、仏壇に用いる金箔・金粉の場合は、純度94.43％以上でよいとされている。その他、金地金の取引では、9999から9990の純度のものを純金と呼び習わしている。この他、純金の度合いを0.995などのように0から1の間の数値で表すこともある。純金の表示を不当に付すことは、不当景品類及び不当表示防止法のほか、不正競争防止法に抵触する。
偽造
貴金属製品品位を証明する刻印（ホールマーク）で純度を保障されているが、メッキや純度を偽わる偽造品が作られることがある。
また、表面は純金でも、中身を金と近似の比重をもった金属タングステンなどに入れ替える事件も発生している。
純度分析
紀元前3,500年ごろから、インダス文明では試金石による成分分析が行われていた。より詳しく内部まで確認する必要が出てきたため、超音波探傷検査やX線撮影、ICP発光分光分析装置など、非破壊検査の利用が試みられている。

## 金鉱床

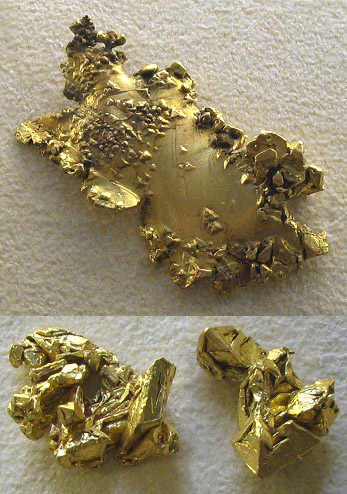
カリフォルニア産(上) オーストラリア産(下)。八面体型をしている。

酸化をほとんど受けない金は、自然金（しぜんきん、native gold、金の単体）として得られることがほとんどである。また金は、火成岩中にも極微量に含まれる。ただし、採算が取れるほど固まって産出されるのは稀である。一方、低品質の金鉱床では、含金珪酸鉱と呼ばれて出荷される場合もある。これは銅の精製過程に融剤として珪酸分が用いられ、この副産物（不純物）として金が得られるというものである。
金鉱山として金を産出する場合は、金の鉱脈、あるいは鉱染を受けた岩体に沿って掘っていく。その他に、金を含む鉱石が風化した、砂状のものをパンニング皿（側面に一定間隔で凹凸の刻みが入れてある皿）などの道具によってより分ける砂金掘りの方法もある。
通常、石英、炭酸塩、まれに硫化物の鉱脈（英：vein）の中に自然金として存在する。硫化物では黄鉄鉱、黄銅鉱、方鉛鉱、閃亜鉛鉱、硫砒鉄鉱、輝安鉱、磁硫鉄鉱などの鉱床に含まれていることが多い。非常に稀であるがペッツ鉱、カラベラス鉱、シルバニア鉱、ムスマン鉱、ナギヤグ鉱、クレンネル鉱などの鉱脈に含まれていることもある。また、金は鉱化流体として存在していることが多く、間隙の多い岩体を金を含む熱水が通過した場合は鉱染状に金が産出する。この場合、鉱石単位量当たりの金含有量は少ないものの、総量が多くなることがある。

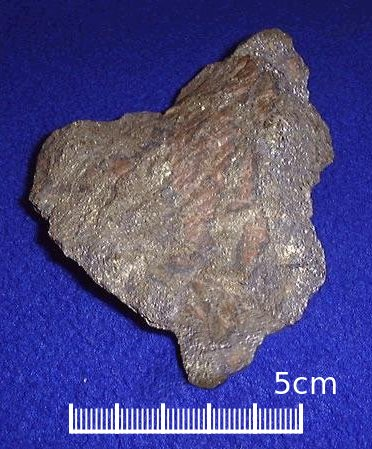
金鉱石

熱水鉱床は変成岩と火成岩のなかに生成する。このような海中で見つかる火山性(成)塊状硫化物鉱床(VMS鉱床、Volcanogenic Massive Sulfide. Deposits)、堆積岩内亜鉛・鉛鉱床では、ほとんどが（鉛、亜鉛、銅）であるが、貴金属も多く含む。
そのほかに、カーリン型金鉱床、酸化鉄型銅金鉱床(IOCG、Iron Oxide-hosted Copper-Gold Deposits)や斑岩銅鉱床。
鉱床は風化や浸食されていることもあり、その場合、金は砂金として小河などに流されるが比重が大きいために沈殿しやすく、重い鉱物の漂砂鉱床や砂鉱床に集まっている。もう一つ重要な鉱床は堆積頁岩または石灰岩の鉱脈で、これはまばらに単体の金が白金などの金属とともに散在する形で存在する。
金は地球全体の地殻内に広く分布して存在しており、存在比は0.003 g/1000 kg程度 (0.003 ppm) である。

### 公害
金鉱床は銀、銅や水銀、硫化鉄、テルルなどのレアメタル、砒素を同時に産出することが多い。銀やレアメタルは鉱山の収益を補えるが、脈石となる水銀や砒素はそのまま廃棄されると公害の原因になり、公害対策や公害処理の費用のために逆に収益に影響をおよぼすことがある。
金鉱床と直接の関係は無いが、金の製錬の際にはアマルガム法（水銀）や青化法（シアン化合物）といった有毒物質を使用する場合が多く、金の生産に付随して排出される鉱滓や排水、廃液を適切に処理しないと周辺地域の環境汚染につながる場合がある。

## 金鉱山

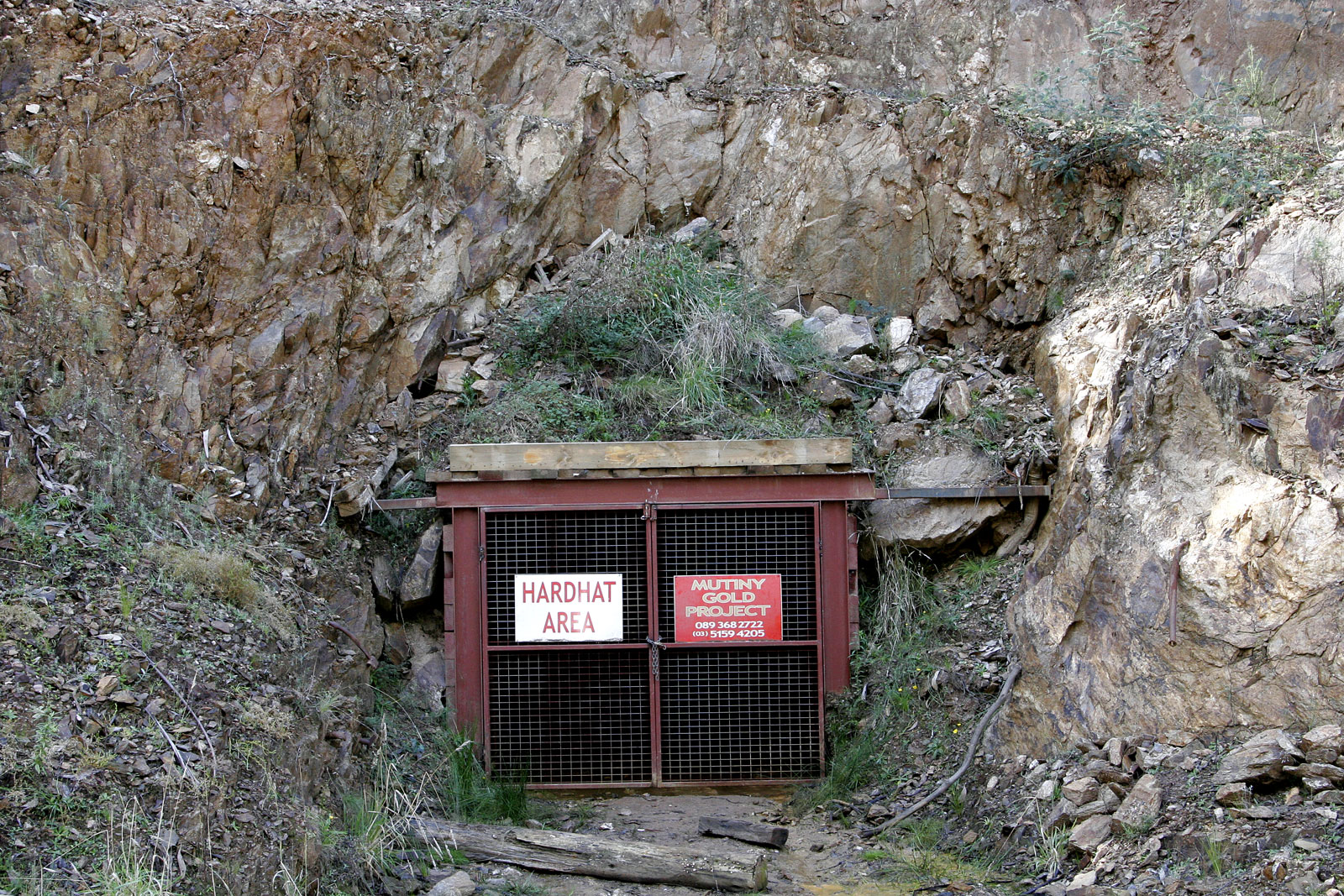
オーストラリアのビクトリア州にある金鉱山の入り口

経済的に金鉱山と言える物は、平均して1000 kgあたり0.5 gの金を産出する必要がある。典型的な鉱山では、露天掘りで1 - 5 g/1000 kg (1 - 5 ppm)、通常の鉱山で3 g/1000 kg (3 ppm) 程度である。人間の目で見て金と分るには、鉱脈型の鉱床で少なくとも30 g/1000 kg (30 ppm) 程度の濃度が必要で、それ以下の金鉱石では、鉱石内に金があることを人間の目で見分けることは出来ない。
沖積層の鉱床では砂鉱床採掘が用いられ、堅い岩の鉱脈では金属抽出が用いられる。金の精製を完了するには、塩素処理または電解精錬を用いる。

### 日本の鉱山
日本ではかつて、比較的多く金が産出された。マルコ・ポーロ『東方見聞録』などで「黄金の国」と呼ばれていたのも、日本産の金が出回っていたからである。
戦国期には甲斐国（現在の山梨県）において黒川金山や湯之奥金山が稼業し、金山衆により採掘された金鉱石を粉成、精錬し金生産を行なっていたと考えられている。また、戦国期から江戸期のはじめにかけて陸奥国でも玉山金山や朴木金山、白根金山が莫大な産金で栄えた。しかし、寛永年間以降には国内の金山は徐々に衰え始め、有名な佐渡金山も既に採掘をやめ、現在は観光地化している。大正・昭和初期のころには「東洋一の金山」と言われた北海道の鴻之舞金山は採算ベースに乗る金を全て掘り尽くして1973年（昭和48年）に、国内第3位だった大分県の鯛生金山も1972年（昭和47年）に枯渇して閉山した。
2022年現在は1985年（昭和60年）から採掘を開始した菱刈鉱山にて年間約4トン程度産出している。
恐山（青森県）では温泉沈殿物として金の異常濃集体が発見されており、「恐山の金鉱床」として日本の地質百選に選定された。地質調査によると、金の含有量は鉱石1トン当たり平均約400g、場所によっては6500gにも達するが、この一帯は国定公園に指定されている上、土壌には毒性を有する砒素が高濃度に含まれていて作業者の生命にも危険がおよぶため、商業目的の金の採掘は不可能とされている。
ロシアが実効支配している得撫島には金鉱床が存在しており、外国企業を受け入れる経済特区に指定されてからはスイスの鉱山会社Solwayが採掘を行っている。

### 産出国
1880年代から南アフリカ共和国が金産出の2⁄3を占め、ヨハネスブルグは世界で最も多くの金を産出する都市と言われていたが、2004年時点では1⁄3まで比率が低下した。オレンジ自由州とトランスバール州にある金鉱山は世界で最も深く掘られた鉱山となっている。その他の主な金の産出地としてはロシア、カナダ、アメリカ、オーストラリア西部にある。2009年時点、産出が最も多い国は中国である。
南アフリカ共和国では、ハウテン州のウィットウォーターズランド地方に、先カンブリア時代に形成された鉱山が集中している（ちなみにヨハネスブルグは同州州都）。金鉱床は約400キロメートルにおよぶ露頭に沿っている。金の生産は安定しており、産出国側も値崩れを予防するために市場に供給される量を調整しており、年度ごとの増減は少ない。南アフリカ共和国での電気供給不安などのサプライ懸念がある上に、新規の鉱山開発などが年々難しくなっており、実際に過去10年の範囲で考えれば供給量は微減しているとも言われる。この一方、上述のように新たな採掘技術の可能性や海水からの抽出等については今後の技術開発に拠るものであり、資源として枯渇に向かっているわけではない。
| 位 | 産出国           | 産出量（トン） | 世界シェア % |
| -- | ---------------- | -------------- | ------------ |
| 1  | 中華人民共和国   | 320            | 13.1         |
| 2  | アメリカ合衆国   | 223            | 9.1          |
| 3  | オーストラリア   | 222            | 9.1          |
| 4  | 南アフリカ共和国 | 198            | 8.1          |
| 5  | ロシア           | 191            | 7.8          |
| 6  | ペルー           | 182            | 7.4          |
| 7  | インドネシア     | 130            | 5.3          |
| 8  | カナダ           | 97             | 4.0          |
| 9  | ウズベキスタン   | 90             | 3.7          |
| 10 | ガーナ           | 86             | 3.5          |
| -  | 世界合計         | 2450           | 100          |

### 違法採掘
南アメリカ地域では、金や宝石を狙うガリンペイロ（ポルトガル語：garimpeiro ）と呼ばれる違法採掘者が使用する水銀によって、地域の希少生物や住民に水銀中毒を引き起こし問題視されている。
南アフリカでは、廃鉱になった鉱山で違法採掘者が増加。2024年には当局が出入口を規制して水と食料の供給の搬入を不可能とし、坑内に立てこもる最大4000人にも及ぶ違法採掘者に対する兵糧攻めを行った。

## 海水中
金は海水中にも含まれており、その割合は1000 kgあたり0.1 - 2 µg (1×10−4 - 2×10−3 ppb) 程度である。フリッツ・ハーバーは第一次世界大戦でドイツ帝国に科せられた賠償金の足しにするため、海水から金の回収を計画し世界各地の海水を調査したが、それまで知られていたよりも濃度が低く採算が合わないことが判明した。
海水ではなく鉱脈が出来る要因となる熱水から直接金を回収する研究も行われている。海洋研究開発機構とIHIでは金を吸着する性質を持つ藍藻の一種をシート状に加工した装置を使い、玉川温泉の温泉水や青ヶ島沖の熱水噴出孔から金を回収する実験を行っている。

## 金の生産
科学的に不活性であることから、鉄などのように純度を高める精練を行う必要はない。しかし、鉱石からの抽出には王水や水銀以外との反応が難しいことから、特殊なプロセスが要求される。
青化法（シアン化法）
金を青化ソーダや青化カリ水溶性の錯体に変化させた後に、水溶液を亜鉛と反応させることで抽出する方法である。19世紀末から実用化され、それ以降は金生産の90％以上で利用されている。
アマルガム法（混汞法、こんこうほう）
一度水銀に溶かして、水銀を飛ばす方法であるが、水銀蒸気は毒性があり、収率が悪いので廃れた。ただし、違法採掘においては現在も使用されている。
灰吹法
貴金属と反応できる溶けた鉛（溶融鉛）を使用する方法。
ホウ砂を使用する方法
環境負荷の小さい抽出・精練法とされる。貴金属を溶解させた際に出るスラグにホウ素化合物（ホウ砂）を加えて溶融温度などに差を作ることで分離回収することが可能となる。
陽極泥
銅などの電気精練を行った際に出る副産物として陽極泥が得られる。この陽極泥には貴金属が豊富に含まれている。
リサイクル
電化製品に金が使われていることから、これらの電化製品から金をリサイクルすることが可能である。これは都市鉱山と呼ばれる。

## 金の地上在庫
イギリスの貴金属調査会社トムソン・ロイターGFMSの統計によれば、2014年末時点で総量は 183,600トンである（金の地上在庫とはこれまでに採掘され精製加工された金の総量のこと）。
（参考）主要各国の保有量
- アメリカ合衆国：8134トン（外貨準備に占める割合は78.2 %）
- ドイツ：3413トン（同66.3 %）
- フランス：2541トン（同59.4 %）
- イタリア：2452トン（同68.1 %）
- スイス：1064トン（同39.8 %）
- 日本：765トン（同2.1 %）
- オランダ：621トン（同61.2 %）
- 中華人民共和国：600トン（同1 %）
- インド：358トン（同3.3 %）

日本にある金の総量
2008年1月時点、日本に地上資源ないし「都市鉱山」として存在する金は約6800トンで、これは全世界の金の現有埋蔵量の約16 %にもおよぶ量である。

## 化合物と同素体
塩化金(III) (AuCl3) とテトラクロリド金(III)酸（塩化金酸）(HAuCl4) は最も有名な金化合物の一つである。金を含む化合物は多くの場合、金原子は+1または+3の酸化状態として存在する。
金イオンは1価、3価ともに軟らかい酸であり、軟らかい塩基と錯体を形成しやすい。またフッ素との反応では+5価の酸化状態もとり、フッ化金(V) (AuF5) を形成する。さらに金疹とよばれる Au− のアニオン（金化物イオン）を含む金化セシウムCsAu や 金化ルビジウムRbAu、および金化テトラメチルアンモニウム (CH3)4N+ Au−) のような化合物を形成する。これは水素化ナトリウムにおけるヒドリドのように、主に非金属元素がとる-1価と同形式のものである。
これまで合成された金の化合物の種類は同族の銀や銅と比べて少ない。下記に主な化合物を列挙する。
- テトラクロリド金(III)酸 (H[AuCl4])（金は王水に溶けて AuCl4− イオンを作る）
- ハロゲン化金（フッ化金（フッ化金(III)、フッ化金(V)）、塩化金（塩化金(I)、塩化金(III)、八塩化四金）、臭化金、ヨウ化金）(AuX, AuX3)
- カルコゲン化金（酸化金、硫化金、セレン化金、テルル化金）(Au2X, Au2X3)
- ジシアノ金(I)酸カリウム (K[Au(CN)2])
- 雷金 (Au2O3·nNH3) - イミドあるいはアミド基を含む爆発しやすい緑色または黄褐色の粉末である。
- 金チオリンゴ酸ナトリウム（C4H4AuNaO4S）
- 水酸化金(III) (Au(OH)3)

なお、金の同素体は確認されていない。

## 同位体
1種の安定同位体と、18種の放射性同位体が確認されている。

## 毒性
安全性
単体の金は（王水の例外を除いては）強酸などとも反応しない。化学的反応性が低い金属であるが、必須ミネラルであるカルシウムやカリウム、鉄等と異なり健康な人体には必須な元素ではない。このため、金は銀ともに食品添加物として認可されており、金粉や金箔が製造用剤・着色料の目的で使われている。また、金・銀ともに歯科用材料（いわゆる金歯・銀歯）として長らく使用されており、また金糸が織り込まれた衣服の着用なども行われ、その安全性は実証されている。
食用された金は、胃酸などの消化液とは全く反応せず、体内を素通りしてそのまま排泄されてしまう。これが、（イオン化されていない）純金の食用が、人体に何の効用も毒性ももたらさないことの根拠とされる。また、金箔に微量に含まれる銀も、胃酸では溶解しないとされている。また量的にも、金箔に使用される程度の微量な量の摂取では健康に影響しない。
金属アレルギー
金チオ硫酸ナトリウムに陽性反応を示し歯科治療用金属に金属アレルギーを発症したとする症例報告がある。
塵肺
まれではあるが金粉蒔きの作業員が金粉を吸い込むことで塵肺を発症したという症例報告がある。
金イオン毒性（金中毒）
金イオンは安定な単体の金とは異なり酸化力が強く、無機金塩類は毒物及び劇物取締法等により劇物に指定されている。金イオンは人間に限らず、ほとんどの生物（一部の真正細菌、デルフチア・アシドボランスは耐性を持つ）に対して毒性を示す。
これらの毒性は金による中毒（金中毒）と呼ばれ、症状としては接触皮膚炎、接触アレルギー、腎臓障害、貧血等があげられている。主に装飾品から溶解した微量金イオンに対してアレルギーが形成された人に見られる。また、金チオリンゴ酸ナトリウムを過剰に投与すると、その蓄積によって金中毒の症状が起こることがわかっている。
金中毒の解毒剤としては一般の重金属中毒の解毒に使われるジメルカプロール (HSCH2CHSHCH2OH) を処方する。ジメルカプロールは金と安定な錯体を形成して、速やかに体外に除去する働きを持つ。
金屑酒
純金の毒性は低いものの、公害の項にもあるように未精製の自然金は砒素を含むことが多く、古代中国ではしばしば毒として用いられた。「金屑」「金酒」「金屑酒」などの語は賜死用の毒物を意味した。

## 金に関連する映像作品や神話・伝説・小説
- ドキュメンタリー『NHKスペシャル 宇宙 未知への大紀行』 第5集『150億年の遺産 〜生命に刻まれた星の生と死〜』 (NHK) - 超新星爆発、星の誕生といった天文現象と金の元素生成との関連について解説。
- 映画『007 ゴールドフィンガー』
- ミダース - ギリシア神話。イソップ寓話の一篇としても知られる。触れた物が黄金に変わる能力をもった王の物語。
- 出エジプト記 - 金の子牛が偶像崇拝されていたため、モーセによって破壊された（宗教利用例）。
- 新約聖書 - 東方の三博士メルキオールの贈り物（王権の象徴）。
- 万能鑑定士Qの事件簿Ⅶ - 純金地金が偽金にすり替わるトリックが使われる。
- フランスの焼菓子・フィナンシェは金地金（別の形に作られる場合もある）を模したものであるとする説がある。